# Самбуэн
Самбуэ́н (фр. Cemboing) — коммуна во Франции, находится в регионе Франш-Конте. Департамент — Верхняя Сона. Входит в состав кантона Жюсе. Округ коммуны — Везуль.
Код INSEE коммуны — 70112.

## География

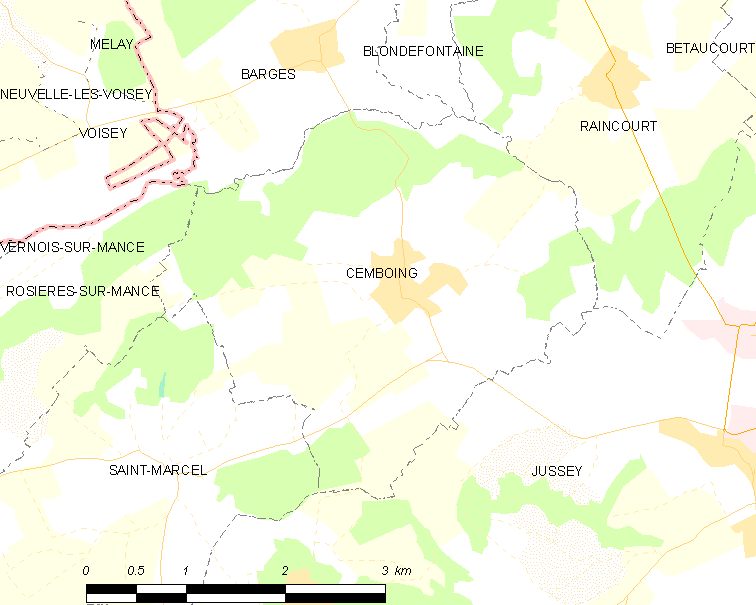
Карта коммуны

Коммуна расположена приблизительно в 290 км к юго-востоку от Парижа, в 70 км севернее Безансона, в 34 км к северо-западу от Везуля.
По территории коммуны протекает река Аманс.

## Население
Население коммуны на 2010 год составляло 209 человек.
| 1962 | 1968 | 1975 | 1982 | 1990 | 1999 | 2010 |
| ---- | ---- | ---- | ---- | ---- | ---- | ---- |
| 284  | 271  | 244  | 218  | 242  | 217  | 209  |

## Экономика
В 2010 году среди 131 человека трудоспособного возраста (15—64 лет) 89 были экономически активными, 42 — неактивными (показатель активности — 67,9 %, в 1999 году было 69,1 %). Из 89 активных жителей работали 77 человек (41 мужчина и 36 женщин), безработных было 12 (9 мужчин и 3 женщины). Среди 42 неактивных 10 человек были учениками или студентами, 18 — пенсионерами, 14 были неактивными по другим причинам.

## Достопримечательности
- Церковь Успения Богородицы (1777 год). Исторический памятник с 1995 года[3]
- Монументальный крест Самбуэн (1577 год). Исторический памятник с 2006 года[4]
- Памятник на могиле семьи Матла (XIX век). Исторический памятник с 1997 года[5]